# Ethan Peck
Ethan Gregory Peck (* 2. března 1986 Los Angeles, USA) je americký herec. Je vnukem herce Gregoryho Pecka.
V televizi debutoval v roce 1995 epizodní rolí v seriálu Charlie Grace, roku 1999 se poprvé představil ve filmu Výlet do Paříže. V dalších letech hrál např. ve filmech Tennessee (2008), Vyměřený čas (2011), Mine Games (2012) či The Holiday Calendar (2018). Hostoval v různých seriálech, v hlavní roli působil v sitcomu Deset důvodů, proč tě nenávidím (2009–2010). V roce 2019 ztvárnil v seriálech Star Trek: Discovery a Star Trek: Short Treks postavu Spocka, se kterou pokračoval v seriálu Star Trek: Podivné nové světy (od 2022).

## Filmografie

### Film
| Rok  | Název                | Role                        | Poznámky    |
| ---- | -------------------- | --------------------------- | ----------- |
| 1999 | Výlet do Paříže      | Michel                      |             |
| 1999 | Pumpkin Hill         | Joey                        | krátký film |
| 2004 | Tanec při měsíci     | Vaughn Davenport            |             |
| 2008 | Tennessee            | Ellis                       |             |
| 2008 | Adopt a Sailor       | Sailor                      |             |
| 2010 | Twelve               | Sean                        |             |
| 2010 | Čarodějův učeň       | Andre Dunlap                |             |
| 2011 | Vyměřený čas         | Constantin                  |             |
| 2012 | Mine Games           | Guy                         |             |
| 2013 | Sladké letní víno    | James                       |             |
| 2013 | Nothing Left to Fear | Noah                        |             |
| 2015 | Eden                 | Andreas                     |             |
| 2016 | Prokletí spící panny | Thomas Kaiser               |             |
| 2016 | Tell Me How I Die    | Pascal                      |             |
| 2018 | The Honor List       | Dillon                      |             |
| 2018 | The Holiday Calendar | Ty Walker                   |             |
| 2020 | Půlnoční nebe        | Augustine Lofthouse (mladý) |             |

### Televize
| Rok        | Název                           | Role                        | Poznámky                                |
| ---------- | ------------------------------- | --------------------------- | --------------------------------------- |
| 1995       | Charlie Grace                   | Tyler                       | díl: „One Simple Little Favor“          |
| 1996       | Marshallův zákon                | Josh Coleman                | TV film                                 |
| 1999       | Kancelářská krysa               | Kid                         | díl: „Drew and the Gang Law“            |
| 2000, 2002 | Zlatá sedmdesátá                | mladý Michael Kelso         | 2 díly                                  |
| 2003       | The O'Keefes                    | Wade                        | díl: „Festival of Birth“ (nevysílal se) |
| 2009–2010  | Deset důvodů, proč tě nenávidím | Patrick Verona              | hlavní role                             |
| 2011       | Super drbna                     | asistent Davida O. Russella | 2 díly                                  |
| 2014       | Rescuing Madison                | John Kelly                  | TV film                                 |
| 2016–2017  | Paní ministryně                 | Roman Tolliver              | 2 díly                                  |
| 2017       | I Ship It                       | Nick/Saxon                  | webový seriál                           |
| 2019       | Star Trek: Discovery            | Spock                       | vedlejší role (2. řada)                 |
| 2019       | Star Trek: Short Treks          | Spock                       | 2. řada, 2 díly                         |
| 2019       | Nepohádky                       | policista Jones             |                                         |
| 2020       | Penny Dreadful: Město andělů    | Herman Ackermann            | vedlejší role                           |
| od 2022    | Star Trek: Podivné nové světy   | Spock                       | hlavní role                             |